# Beta Ethniki 1998-1999
La Beta Ethniki 1998-1999 è la 40ª edizione del campionato greco di calcio di secondo livello.

## Squadre partecipanti
| Squadra             | Città      |
| ------------------- | ---------- |
| Agios Nikolaos      | San Nicolò |
| Anagennīsī Karditsa | Karditsa   |
| Apollōn Kalamarias  | Kalamaria  |
| Athīnaïkos          | Vironos    |
| Doxa Vyrona         | Vironos    |
| Edessaïkos          | Edessa     |
| Ialiso Rodi         | Ialiso     |
| Kalamata            | Calamata   |
| Kallithea           | Kallithea  |
| Larissa             | Larissa    |
| Lyki Kalochori      | Kalochori  |
| Nikī Volo           | Volos      |
| Panachaïkī          | Patrasso   |
| Panaitōlikos        | Agrinio    |
| Panserraïkos        | Serres     |
| PAS Giannina        | Giannina   |
| Pierikos            | Katerini   |
| Trikala             | Trikala    |

## Classifica
|  | Pos. | Squadra             | Pt | G  | V  | N  | P  | GF | GS | DR  |
|  | ---- | ------------------- | -- | -- | -- | -- | -- | -- | -- | --- |
|  | 1.   | Trikala             | 68 | 34 | 20 | 8  | 6  | 59 | 29 | +30 |
|  | 2.   | Panachaïkī          | 68 | 34 | 20 | 8  | 6  | 56 | 30 | +26 |
|  | 3.   | Kalamata            | 65 | 34 | 19 | 8  | 7  | 47 | 25 | +22 |
|  | 4.   | PAS Giannina        | 65 | 34 | 19 | 8  | 7  | 51 | 22 | +29 |
|  | 5.   | Kallithea           | 62 | 34 | 19 | 5  | 10 | 59 | 40 | +19 |
|  | 6.   | Agios Nikolaos      | 52 | 34 | 14 | 10 | 10 | 36 | 35 | +1  |
|  | 7.   | Panserraïkos        | 49 | 34 | 15 | 4  | 15 | 44 | 37 | +7  |
|  | 8.   | Larissa             | 46 | 34 | 13 | 7  | 14 | 45 | 47 | -2  |
|  | 9.   | Apollōn Kalamarias  | 45 | 34 | 12 | 9  | 13 | 43 | 44 | -1  |
|  | 10.  | Pierikos            | 43 | 34 | 11 | 10 | 13 | 38 | 39 | -1  |
|  | 11.  | Athīnaïkos          | 41 | 34 | 12 | 5  | 17 | 37 | 35 | +2  |
|  | 12.  | Ialiso Rodi         | 41 | 34 | 11 | 8  | 15 | 33 | 43 | -10 |
|  | 13.  | Panaitōlikos        | 41 | 34 | 11 | 8  | 15 | 43 | 57 | -14 |
|  | 14.  | Anagennīsī Karditsa | 41 | 34 | 10 | 11 | 13 | 35 | 42 | -7  |
|  | 15.  | Doxa Vyrona         | 37 | 34 | 8  | 13 | 13 | 39 | 43 | -4  |
|  | 16.  | Lyki Kalochori      | 37 | 34 | 11 | 4  | 19 | 38 | 51 | -13 |
|  | 17.  | Nikī Volo           | 28 | 34 | 8  | 4  | 22 | 35 | 63 | -28 |
|  | 18.  | Edessaïkos          | 20 | 34 | 4  | 8  | 22 | 17 | 73 | -56 |

Legenda:

      Ammesse in Alpha Ethniki 1999-2000
      Retrocesse in Gamma Ethniki 1999-2000

## Spareggi

### Spareggio per il primo posto
| Squadra 1 | Totale | Squadra 2  | Andata | Ritorno |
| --------- | ------ | ---------- | ------ | ------- |
| Trikala   | 2 - 1  | Panachaïkī | 1 - 0  | 1 - 1   |

### Spareggio per il terzo posto
| Squadra 1 | Totale | Squadra 2    | Andata | Ritorno |
| --------- | ------ | ------------ | ------ | ------- |
| Kalamata  | 5 - 1  | PAS Giannina | 2 - 1  | 3 - 0   |